# Ražice
Ražice är en ort i Tjeckien. Den ligger i regionen Södra Böhmen, i den centrala delen av landet, 100 km söder om huvudstaden Prag. Ražice ligger 400 meter över havet och antalet invånare är 413.
Terrängen runt Ražice är huvudsakligen platt, men söderut är den kuperad. Runt Ražice är det ganska tätbefolkat, med 120 invånare per kvadratkilometer. Närmaste större samhälle är Písek, 8,2 km norr om Ražice. Trakten runt Ražice består till största delen av jordbruksmark.